# Entosthodon sonorae
Entosthodon sonorae är en bladmossart som beskrevs av Steere 1938. Entosthodon sonorae ingår i släktet koppmossor, och familjen Funariaceae. Inga underarter finns listade i Catalogue of Life.